# Álvaro Merlo
Álvaro Merlo (General Pico, La Pampa, 1 de octubre de 1995) es un baloncestista argentino que juega en la posición de base.

## Trayectoria
Aunque Merlo nació en General Pico, La Pampa, pasó su infancia en Junín, Buenos Aires, donde jugó al baloncesto en las divisiones formativas de Ciclista Juninense. En 2013, luego de participar del campo de entrenamiento Basketball Without Borders organizado por la NBA, recibió la oferta para estudiar en la Faith Christian School de Arizona y jugar con los Falcons, el equipo de la institución. Tras un semestre allí, se transfirió a la Mountain Mission School de Virginia, donde también actuó en su equipo de baloncesto.
Merlo regresó a su país en 2014 para guiar a Ciclista Juninense en la conquista del campeonato de la Asociación Juninense de Básquetbol. Luego de ello fue fichado por Atenas de Córdoba de la Liga Nacional de Básquet. En su temporada como debutante jugó en 48 partidos pero con un promedio de 8 minutos en cancha por juego.
Luego de aquella experiencia en la máxima categoría del baloncesto profesional argentino, regresó a Ciclista Juninense con el propóstio de disputar el Torneo Nacional de Ascenso. Tras dos temporadas allí en las que obró como el armador de juego del equipo, firmó con La Unión de Colón para hacer una dupla en la base con Lautaro Fraga Pérez.
En 2018, tras un breve paso por el Félix Pérez Cardozo de Paraguay, regresó a la LNB como parte del plantel de Estudiantes Concordia. Pese a su entusiasmo, no logró consolidarse en el equipo (disputó 43 partidos pero con un promedio de juego de sólo 10 minutos por encuentro).
Al año siguiente retornó a la segunda categoría del baloncesto profesional argentino como hombre de Quilmes de Mar del Plata. Allí actuó en 32 partidos, donde promedió 11.8 puntos, 3.5 asistencias y 2.5 rebotes.
En 2020 comenzó su campaña en el baloncesto italiano. Jugó la primera temporada en el Basket Virtus Lumezzane, la segunda en el Pallacanestro Trinitá y la tercera en el BMR Basket 2000, todos clubes de la Serie C Gold. En los tres casos el equipo integrado por Merlo consiguió el ascenso a la Serie B con el base actuando como un pilar fundamental del equipo; sin embargo, por cuestiones reglamentarias relacionadas al cupo de extranjeros, el jugador argentino no pudo seguir compitiendo en las categorías superiores, viéndose obligado a permanecer en la cuarta categoría del baloncesto italiano.
En mayo de 2023 retornó al Félix Pérez Cardozo de Paraguay.
Tras la experiencia sudamericana, regresó a Europa, fichado por el Action Now Monopoli de la Serie B Interregionale. Al año siguiente, en julio de 2024, fue fichado por el Spezia Basket de la misma categoría.

## Selección nacional
Merlo fue miembro de los seleccionados juveniles de baloncesto de Argentina, disputando torneos como el Campeonato Sudamericano de Baloncesto Sub-15 de 2010, el Campeonato FIBA Américas Sub-16 de 2011 y el Campeonato Mundial de Baloncesto Sub-17 de 2012.

## Vida privada
Álvaro Merlo forma parte de una familia muy vinculada al baloncesto. Su padre, Raúl Merlo, fue un jugador muy destacado de la Liga Nacional de Básquet y un ídolo de los aficionados de Ciclista Juninense, mientras que su hermano Silvano Merlo también es baloncestista profesional. A su vez, Merlo es primo de Matías Merlo e Ignacio Merlo, quienes jugaron en Ciclista Juninense y son hijos del ya fallecido entrenador de baloncesto César Merlo.